# Deniz Barış
Deniz Barış (Kemah, Turquía, 2 de julio de 1977) es un futbolista turco. Juega de centrocampista y su equipo actual es el Fenerbahçe.

## Biografía
Deniz Barış actúa de centrocampista, aunque a veces es usado como defensa. 
Empezó su carrera futbolística en Alemania, jugando para las categorías inferiores del FC St. Pauli y del SpVgg Greuther Fürth. En 1999 debuta como profesional en el FC St. Pauli. Con este equipo consiguió el ascenso a la Bundesliga en 2001.
En 2002 ficha por el Gençlerbirliği turco, donde realizó un gran papel. Con este equipo debutó en la Copa de la UEFA. Llegó a la final de la Copa de Turquía en 2003 y en 2004, pero nunca consiguió llevarse el título (el Gençlerbirliği perdió esas dos finales contra el Trabzonspor). En esta etapa disputó un total de 75 partidos oficiales en los que marcó 5 goles.
En 2004 firma un contrato con su actual club, el Fenerbahçe, equipo que pagó 1 millón de euros para poder traerlo. Con el Fenerbahçe se proclama campeón de Liga en dos ocasiones. También ha ganado una Supercopa de Turquía.
Deniz Barış perdió a su esposa en 2005, cuando esta sufrió un accidente doméstico (se cayó por las escaleras).

## Selección nacional
Ha sido internacional con la Selección de fútbol de Turquía en 21 ocasiones. Su debut con la camiseta nacional se produjo en febrero de 2003 en un partido contra Ucrania.
Participó en la Copa Confederaciones de 2003, donde su selección quedó tercera. Disputó dos partidos en esta competición contra Camerún y Colombia.

## Clubes
| Club                       | País     | Año       |
| -------------------------- | -------- | --------- |
| FC St. Pauli               | Alemania | 1999-2002 |
| Gençlerbirliği Spor Kulübü | Turquía  | 2002-2004 |
| Fenerbahçe Spor Kulübü     | Turquía  | 2004-     |

## Títulos
- 2 Ligas de Turquía (Fenerbahçe, 2005 y 2007)
- 1 Supercopa de Turquía (Fenerbahçe, 2007)